# Ludvig I, hertig av Bayern
Denna artikel handlar om den medeltide hertigen. För den kungen med samma namn och nummer, se Ludvig I av Bayern.
Ludvig I av Bayern, född 1173, död 1231, var regerande hertig av Bayern från 1183 till 1231. 